# Antipathes irregularis
Antipathes irregularis är en korallart som först beskrevs av Thomson och Simpson 1905.  Antipathes irregularis ingår i släktet Antipathes och familjen Antipathidae.
Artens utbredningsområde är Indiska oceanen. Inga underarter finns listade i Catalogue of Life.